# Andrzej Pruski (duchowny)
Andrzej Pruski herbu Prus II (ur. 1682, zm. 25 marca 1759 roku w Przemyślu) – polski duchowny katolicki, biskup pomocniczy przemyski w latach 1729–1759, biskup tytularny Tanisu ordynowany w 1729 roku, proboszcz kapituły katedralnej przemyskiej w 1752 roku.
Święcenia kapłańskie przyjął w 1706. W latach 1729–1759 był biskupem pomocniczym diecezji przemyskiej. Pochowany w podziemiach katedry przemyskiej.